# باوو
شركة مجموعة الصين باوو للصلب. ، والمعروفة باسم (باوو) ، هي شركة حديد وصلب مملوكة للدولة ومقرها في برج باوستيل في بودونغ ، شنغهاي ، الصين.  تم تشكيل الشركة من قبل مجموعة باوو للصلب لضم نظيرتها الأصغر المملوكة للدولة ، شركة ووهان للحديد والصلب في عام 2016.
تعد باوو ثاني أكبر منتج للصلب في العالم مقاسة بإنتاج الفولاذ الخام ، حيث يبلغ إنتاجها السنوي حوالي 35 مليون طن (بلغ إجمالي إنتاج الصين من الصلب في عام 2015 803.8 مليون طن  ). توظف 130401 موظفًا حتى نهاية عام 2012 ، وتبلغ إيراداتها السنوية حوالي 21.5 مليار دولار ، وتنتج مزيجًا من المنتجات. 
وفقًا لجمعية الصلب العالمية (تم توفير بيانات الشركات الصينية من قبل جمعية الحديد والصلب الصينية ) ، احتلت الشركة المرتبة الخامسة في عام 2015 في الترتيب العالمي من حيث حجم الإنتاج (الثانية في الصين مقابل 34.938 مليون طن متري).  تم الإعلان عن خطة للاندماج مع شركة ووهان للحديد والصلب في 21-22 سبتمبر 2016 ،  الأمر الذي سيجعل حجم الإنتاج المجمع ثاني أعلى مستوى في العالم (34.938 مليون + 25.776 مليون) ، بعد آرسيلور ميتال (97.136 مليون في 2015 ) ، متجاوزة مجموعة هيستيل (47.745 مليون في 2015). منذ أن أعلنت مجموعة باووستيل و مجموعة ووهان للحديد والصلب عن أهداف بخفض الطاقة الإنتاجية 3.95 و 4.42 مليون طن متري على التوالي في يونيو  ويوليو 2016 ،  وخفض إضافي لمجموعة باووستيل 2.10 مليون بينما خفض 3.15 مليون تم التخطيط له بالفعل  قد لا يزال الترتيب النهائي يتغير بشكل ملحوظ.
كان الاكتتاب العام الأولي لشركة مجموعة باوو للصلب في بورصة شنغهاي في عام 2000 هو الأكبر في الصين حتى ذلك الوقت ، حيث جمع 7.7 مليار يوان صيني على الرغم من اقتصاره على المستثمرين المحليين فقط. 

## روابط خارجية
- الموقع الرسمي
- الموقع الرسمي